# Richard Allen (historien)
Pour les articles homonymes, voir Allen et Richard Allen.
Richard Allen est un chercheur sur la Normandie ducale et l'histoire ecclésiastique du nord de la France dans le Haut Moyen Âge.

## Biographie
Il s'intéresse particulièrement aux acta (chartes, documents) de l'épiscopat normand des XIIe et XIIIe siècles.
Il est étudiant au St John's College d'Oxford.

## Publications
- « Robert Cénalis et l'histoire épiscopale d'Avranches de 1100 à 1253 » dans Annales de Normandie, 1/2011 (61e année), p. 9-24, lire en ligne.
- « Les actes des évêques d’Avranches, ca.  990-1253 : esquisse d’un premier bilan » dans Tabularia « Études », no 12, 2012, p. 63-106, lire en ligne.
- The Norman episcopate, 989-1110 (2 volumes), Glasgow, Université de Glasgow, 2009, lire le PDF.
- « The Acta archiepiscoporum Rotomagensium : study and edition » dans Tabularia « Documents », no 9, 2009, p. 1-66, lire en ligne.
- « ‘A proud and headstrong man’: John of Ivry, bishop of Avranches and archbishop of Rouen, 1060–79 », Historical Research, vol. 83, no 220 (mai 2010), p. 189-227.